# 후안 포를린
후안 다니엘 포를린(Juan Daniel Forlín, 1988년 1월 10일, 레콩키스타)는 아르헨티나의 축구 선수로, 현재 세군다 페데라시온의 바달로나 푸투르에서 센터백로 활약하고 있다.